# Besourenga minutum
Besourenga minutum är en skalbaggsart som beskrevs av Saylor 1935. Besourenga minutum ingår i släktet Besourenga och familjen bladhorningar. Inga underarter finns listade.